# Крепость Альтебург (Эссен)
Альтебург (нем. Alteburg) — каролингский замок в Северном Рейне — Вестфалии, руины которого расположены южнее Эссена, на левом берегу Рура. В 100 метрах севернее находилась в IX—XI веках крепость Херренбург.
Скверы (сады), разбитые на месте старых городских валов, находятся под охраной государства.